# Danny Kleinböck
Danny Kleinböck (* 2. Jänner 2006) ist ein österreichischer Fußballspieler.

## Karriere

### Verein
Kleinböck begann seine Karriere bei der SV Wienerberg. Zur Saison 2018/19 wechselte er in die Jugend des FC Admira Wacker Mödling, bei dem er dann ab der Saison 2020/21 auch sämtliche Altersstufen in der Akademie durchlief. Zur Saison 2023/24 rückte er in den Kader der neu geschaffenen Amateure der Admira. Für diese spielte er dann im August 2023 erstmals in der fünftklassigen 2. Landesliga.
Im Mai 2024 debütierte Kleinböck bei seinem Kaderdebüt für die Profis in der 2. Liga, als er am 30. Spieltag der Saison 2023/24 gegen Schwarz-Weiß Bregenz in der Halbzeitpause für Wilhelm Vorsager eingewechselt wurde.

### Nationalmannschaft
Kleinböck spielte im Juni 2022 erstmals für eine österreichische Jugendnationalauswahl. Im November 2023 debütierte er gegen Finnland für das U-18-Team.